# سامي حجاوي
سامي أحمد عارف حجاوي (11 أغسطس 1959 في نابلس – ) مهندس مدني فلسطيني، عمل رئيسًا لبلدية نابلس بين عامي 2022 و2024. يشغل منذ مارس 2024 منصب وزير وزارة الحكم المحلي ضمن حكومة محمد مصطفى.

## حياته
وُلد سامي حجاوي في مدينة نابلس عام 1959 إبان فترة الإدارة الأردنية للضفة الغربية.
يحمل حجاوي درجة الدكتوراه في الهندسة المدنية تخصص التربة والأساسات منذ عام 1987 من جامعات الاتحاد السوفيتي. وهو مسجل في نقابة المهندسين – مركز القدس.
عمل مهندسًا في فلسطين والأردن واليمن في عدة مجالات. أسس في الضفة الغربية مختبرات حجاوي الإنشائية.
عمل محاضرًا غير متفرغًا في جامعة النجاح الوطنية وجامعة بيرزيت. وأحد أعضاء جمعية الخرسانة الأمريكية، والجمعية الأمريكية للمهندسين المدنيين.
ترشح خلال الانتخابات المحلية الفلسطينية 2021، وكان رئيسًا لقائمة نابلس تختار. تولى رئاسة بلدية نابلس كنتيجة للانتخابات منذ 9 أبريل 2022 وحتى مارس 2024.
في 15 يناير 2023 اختير عضوًا في مجلس أمناء جامعة فلسطين التقنية "خضوري" في طولكرم بقرارٍ صادرٍ عن الرئيس الفلسطيني محمود عباس، واستمر حتى إعادة تشكيل المجلس في 13 مايو 2025.
في 28 مارس 2024، اعتمد الرئيس محمود عباس التشكيلة الوزارية للحكومة الفلسطينية التاسعة عشرة التي يرأسها محمد مصطفى ومنحها الثقة. وفي 31 مارس 2024، أدى حجاوي اليمين القانونية وزيرًا لوزارة الحكم المحلي في مقر الرئاسة الفلسطينية بمدينة البيرة.